# デリー首都圏
デリー首都圏（デリーしゅとけん、英語: National Capital Region）は、インドのデリー首都直轄地域を中心に、ハリヤーナー州、ラージャスターン州、ウッタル・プラデーシュ州等の一部を含み、近郊のグルガーオン、ファリーダーバード、ノイーダ、ガーズィヤーバード等の地区を含む大都市圏である。人口は約2175万人（2011年）。面積46,208平方キロメートル。公用語は、英語、ヒンディー語、パンジャブ語、ウルドゥー語。

## 概要
デリー周辺地域全体の均衡ある発展を促進することと、デリーの人口の過密を緩和をすることを目的に、1985年に首都圏計画委員会NCR（National Capital Region）Planning Boardが設立された。
2005年に、首都圏計画委員会では、リージョナルプラン2021を策定するとともに、2010年にリージョナルプラン2021を補完するものとして、トランスポートプラン2032を策定した。
リージョナルプラン2021の目的・目標は、デリーの経済開発の影響を、5つの都市センター、1つの地方センターに、効率的なネットワークの形成を通じて、デリー首都直轄地域全体としての成長と地域内の均整ある発展を促すものである。
デリー首都直轄地域については、このリージョナルプラン2021と連動し、デリー開発庁（DDA・国の組織）がデリー・マスタープラン2021を策定している。
- デリー・マスタープラン2021の目標
  1. デリーを世界的都市にすること
  2. 環境・歴史的遺産の保全
  3. 地域（広域）的な観点からの計画・開発
  4. 持続可能かつハイレベルな生活水準、生活の質
  5. 貧困層の立場に立ったインクルーシブなアプローチ
  6. 人間的な都市等である。

デリー首都圏（NCR）の総面積は、デリー首都直轄地域（National Capital Territory of Delhi）と、ウッタル・プラデーシュ州、ハリヤーナー州、ラージャスターン州の15の地区合わせて、総面積は34,144平方キロメートルだったが、2013年7月に3つの地区（ビワーニ、マヘンドラガル、バーラトプル）を追加し18地区に拡大したことによって、総面積は46,208平方キロメートルになった。

## 中央国家首都地域（Central National Capital Region）

デリー首都直轄地域（National Capital Territory of Delhi）

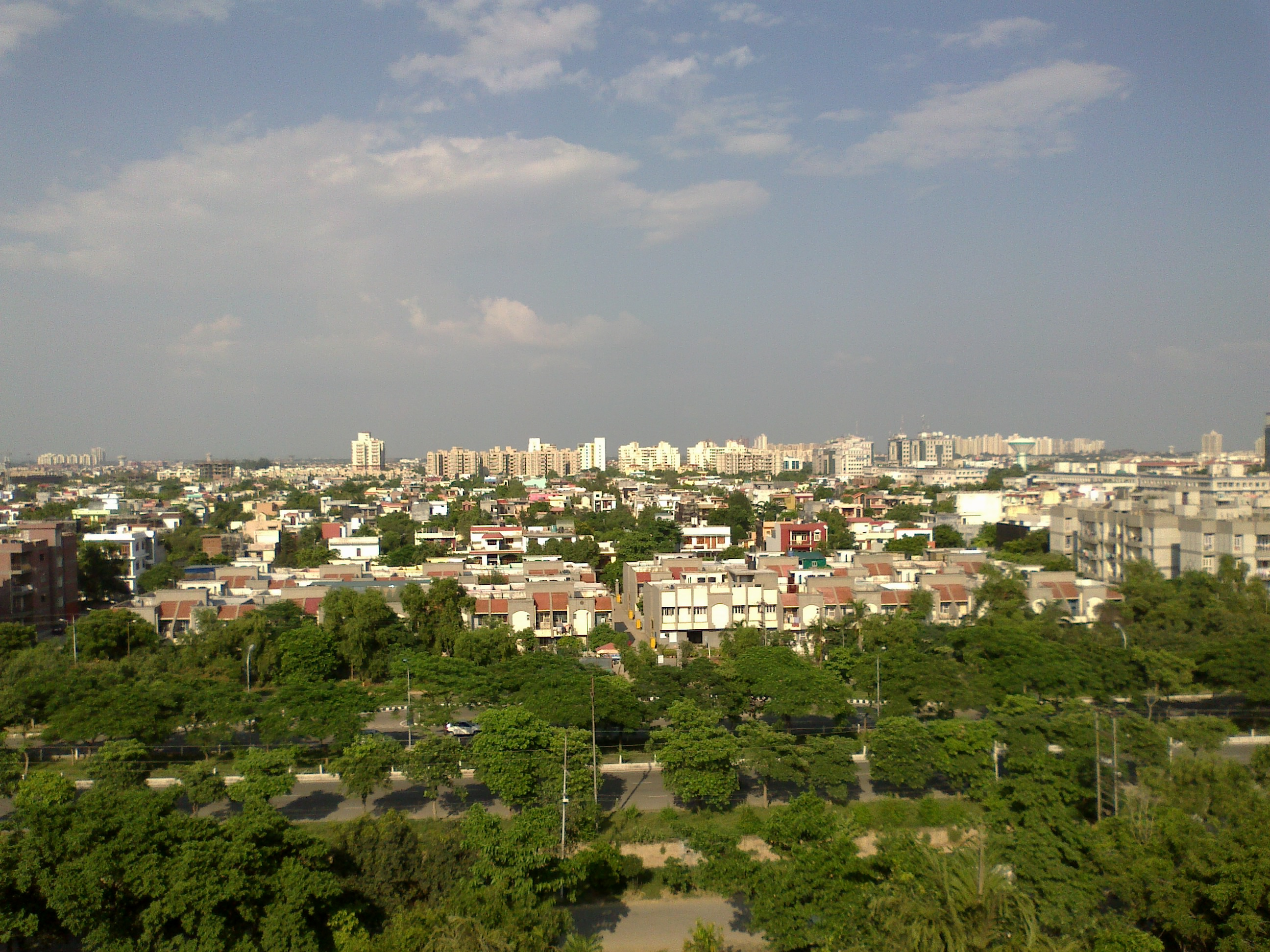
グレーターノイーダ地区

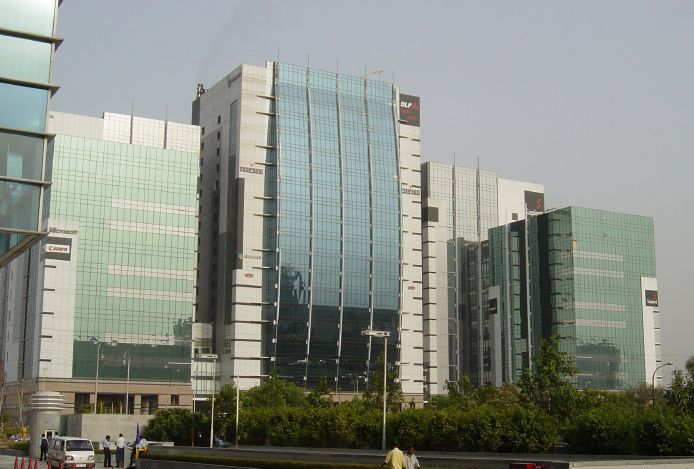
グルガーオン地区

- デリー首都直轄地域（National Capital Territory of Delhin）
デリー首都直轄地域（National Capital Territory of Delhi）は、9つの区（district）、27の地区（tehsil）、59の町（census town）、165の村（villages）から成る。これらは3つの法令指定行政自治体（statutory towns）に属する。その3つとはデリー市行政自治体（Municipal Corporation of Delhi、MCD）、ニューデリー市行政委員会（New Delhi Municipal Committee、NDMC）、デリー宿営地委員会（Delhi Cantonment Board、DCB）である。
デリー首都行政区の中で最大の面積を管轄するのがデリー市行政自治体（MCD）。インドの首都機能はニューデリー市行政委員会（NDMC）の管轄区に入り、NDMCの長（chairperson）はデリー知事（Chief Minister of Delhi）との相談の上インド政府により任命される。
デリーは9つの区から成っている。そのうち首都機能が置かれるニューデリーのみはニューデリー市行政委員会（NDMC）の管轄で、あとの8区はデリー市行政自治体（MCD）の管轄。デリー宿営地委員会（DCB）は南西デリー区の一部を管轄している。
- デリー首都直轄地域を補完する地区
グルガーオン、マネサール、アルワル、ビワディー、ファリーダ・バード、バラブガール、ガジアバード、ロニ、ノイーダ、グレーターノイーダ  バハドルガル、ソーニパット-クンディリ、ダドリ、ビワーニ、ナルノールなどである。

## 高速道路開発地域（Highway Corridor Zone）
- デリー首都圏内にはりめぐされた高速道路網沿いに開発されるエリア

## 交通
空路
- インディラ・ガンジー国際空港

道路
- NH 1 （〜 アムリトサル）
- NH 2 （〜 アーグラ 〜 コルカタ）
- NH 8 （〜 ジャイプル 〜 アフマダーバード 〜 ムンバイ）
- NH 10 （〜 Hisar 〜 Malout）
- NH 24 （〜 ラクナウ）

鉄道
- ニューデリー駅（New Delhi Railway Station）